# Eduard Grégr

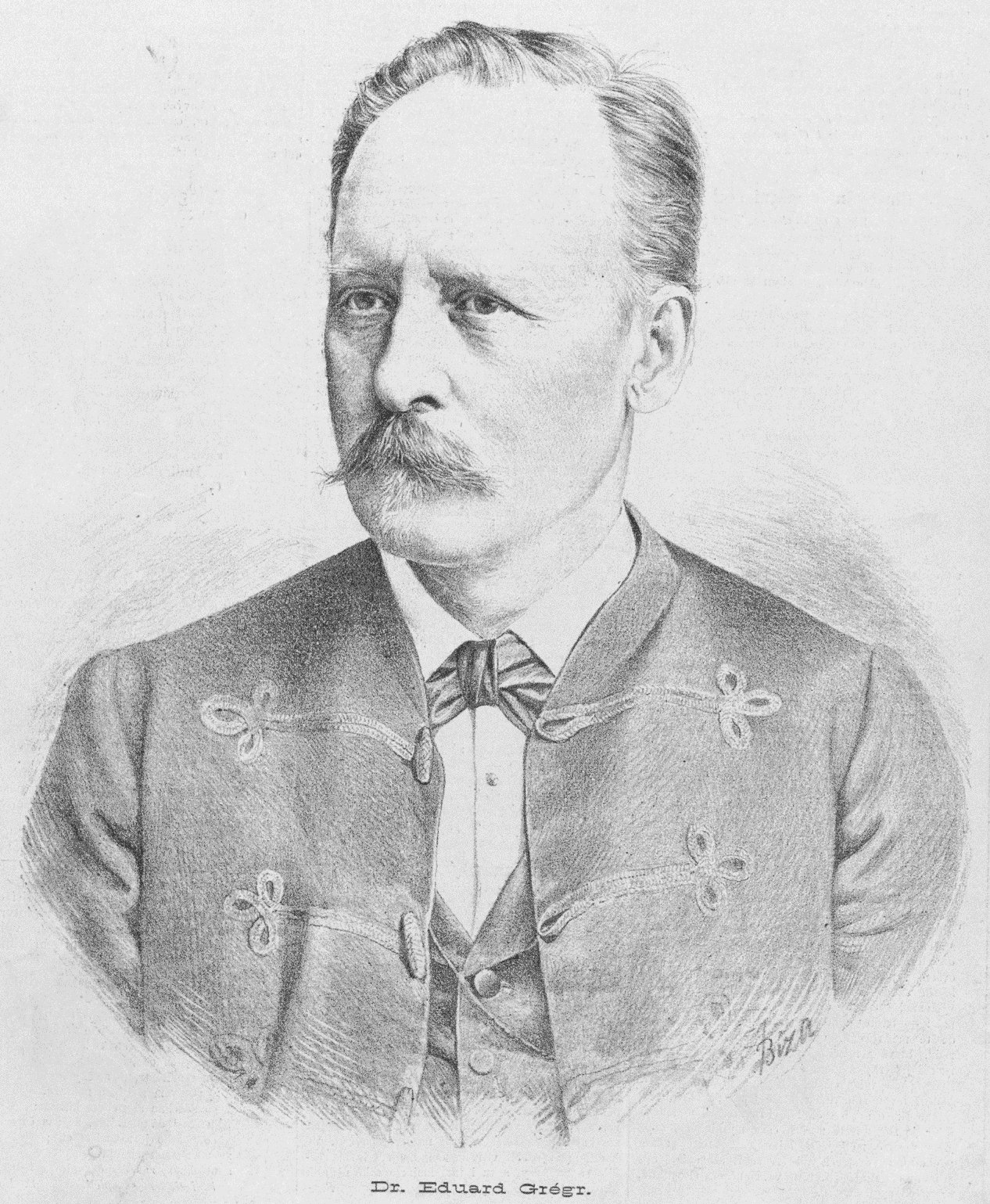
Eduard Grégr.

Eduard Grégr, född 4 mars 1827 i Graz, död 1 april 1907 i Čtyřkoly, var en tjeckisk politiker. Han var bror till Julius Grégr.
Grégr blev 1854 medicine doktor och 1858 docent i medicinsk fysik vid Wiens universitet, men övergick 1861 till politiken och blev medarbetare i broderns tidning "Národní listy" i Prag, vars utgivning han ledde, medan brodern satt häktad. 
År 1885 invaldes Grégr i österrikiska riksrådet. Han var sedan 1880 ledare för det ungtjeckiska partiets radikala flygel och deltog framgångsrikt i Böhmens sociala liv under de senare årtiondena. 